# Маюрашарман
Маюрашарман (д/н — бл. 365) — магараджа держави Кадамба в 345—365 роках.

## Життєпис

### Молоді роки
Одна з легенд стверджує, що родина походить від трьохокої чотирирукої істоти Трилочана Кадамба, яка ожила від крапель поту з чола Шиви, що впали на коріння дерева кадамба (з родини маренових). Про його народження багато міфів: народився від Рудри (аватара Шиви) і матері-землі; у сестри джайна Муні під деревом кадамба.
Достеменні відомості містяться в написі з Талагунди. Родина належала до народу каннада, в давнину увійшовши до варни брагманів (втім згідно напису з Гуднапура сам Маюрашарман був кшатрієм). Напис підтверджує, що родина названа на честь дерева кадамба. Був сином Бандушени. Навчався в Талагунді.

### Боротьба з Паллавами
Згодом Маюрашарма вирушив до Канчіпураму (столиці Паллавів), щоб продовжити свої ведичні дослідження в супроводі свого гуру і діда Вірашарми. Там його принизив один з військовиків, Маюрашарма кинув навчання брагманом, вирішивши помститися за образу. Дослідники припускають, що це було лише приводом повстання брагманів проти влади паллавського володаря Вішнугопи. Деякі історики вважають, що Маюрашарман спочатку був данданаяка (командиром) в армії Паллавів.
Центром повстання стала Талагунда. Разом з тим гуптський магарджахіраджа Самудрагупта вдерся на південь Індостану. Маюрашарману спочатку вдалося утвердитися в лісах Шріпарвати (можливо, сучасний Шрісайлам в штаті Андхра-Прадеш), перемігши антарапала (охоронців) Вішнугопи, а потім перемігши династію Бана з Колару. За іншою версією повстав, вирішивши скористатися розгардіяжем, викликаним вторгненням війська Гуптів.
Війна тривала до укладання миру з Кумаравішну I близько 355 року, за яким Маюрашарман визнавався незалежним володарем, що панував від Амари (Аравійського моря) до річки Прехара (річка Малапрабха). Щоб відсвяткувати свої успіхи, Маюрашарман приніс багато кінських жертвоприношень і подарував 144 села (відомі як брагмадеї) брагманам Талагунди.
Йому спадкував син Кангаварман.